# گرند راندی (اورگن)
گرند راندی (به انگلیسی: Grand Ronde) یک منطقهٔ مسکونی در ایالات متحده آمریکا است که در شهرستان پولک، اورگن واقع شده‌است. گرند راندی ۱٫۷ کیلومتر مربع مساحت و ۱٬۶۶۱ نفر جمعیت دارد و ۱۰۵ متر بالاتر از سطح دریا واقع شده‌است.